# Broken Wings (singel Mr. Mistera)
Broken Wings – ballada rockowa zespołu Mr. Mister, wydana w 1985 roku jako singel promujący album Welcome to the Real World.

## Powstanie
Inspiracją do powstania piosenki była powieść Khalila Gibrana Połamane skrzydła, którą przeczytał John Lang. Lang stworzył później tekst, opowiadający o zbieraniu kawałków swojego życia (skrzydeł), aby iść dalej. Ponadto podmiot liryczny wykazuje nadzieję, iż jego dziewczyna wróci do niego. Lang napisał utwór wspólnie z Richardem Page'em i Steve'em George'em; według Page'a piosenka powstała w jego domu w Kalifornii w ciągu dwudziestu minut, po czym została nagrana na jego magnetofon.

## Teledysk
Do utworu powstał teledysk w reżyserii Oleya Sassone'a. Ten czarno-biały klip ukazuje Page'a, który w Fordzie Thunderbirdzie przemierza pustynię i dojeżdża do kościoła. Podczas pobytu w kościele do Page'a podlatuje jastrząb, po czym ten kontynuuje podróż do oceanu. Zdaniem reżysera jastrząb był symbolem duszy bohatera, która przekonała go, by dał się poprowadzić na nową ścieżkę.
Sceny jazdy zostały sfilmowane na polach naftowych niedaleko portu lotniczego Los Angeles oraz na Pacific Coast Highway na półwyspie Palos Verdes. Z kolei filmowanie Page'a w kościele nastąpiło w San Fernando Mission w Los Angeles.

## Odbiór
Był to pierwszy singel Mr. Mister promujący album Welcome to the Real World. Początkowo wydawca – RCA Records – naciskał, aby wydać na singlu piosenkę o szybkim tempie, jednak zespół zawetował tę propozycję. W grudniu 1985 roku utwór zajął pierwsze miejsce na liście Hot 100, co było przełomowe dla zespołu, jako że ich największy dotychczasowy przebój – „Hunters of the Night” – zajął na tej liście 57. pozycję.
| Lista             | Pozycja | Źródło |
| ----------------- | ------- | ------ |
| Austria           | 17      | [ 3 ]  |
| Belgia (Flandria) | 2       | [ 3 ]  |
| Europa            | 3       | [ 4 ]  |
| Holandia          | 2       | [ 3 ]  |
| Irlandia          | 3       | [ 5 ]  |
| Kanada            | 1       | [ 6 ]  |
| Niemcy            | 8       | [ 3 ]  |
| Norwegia          | 4       | [ 3 ]  |
| Nowa Zelandia     | 13      | [ 3 ]  |
| Polska            | 20      | [ 7 ]  |
| Południowa Afryka | 20      | [ 8 ]  |
| Stany Zjednoczone | 1       | [ 2 ]  |
| Szwajcaria        | 4       | [ 3 ]  |
| Szwecja           | 14      | [ 3 ]  |
| Wielka Brytania   | 4       | [ 2 ]  |

## Wykorzystanie
Sample z piosenki wykorzystali m.in. Tupac Shakur w utworze „Until the End of Time” (który był notowany na 52. miejscu w Stanach Zjednoczonych i czwartym w Wielkiej Brytanii), Foxy Brown w „Broken Silence”, N-Trance w „Broken Dreams”, a także C-Block w „Broken Wings” (27. miejsce w Niemczech i 31. w Szwajcarii). Piosenka była natomiast coverowana przez takich wykonawców, jak Inner Circle, Northern Kings, Rodney Franklin czy Jason Donovan.